# Motorschiff

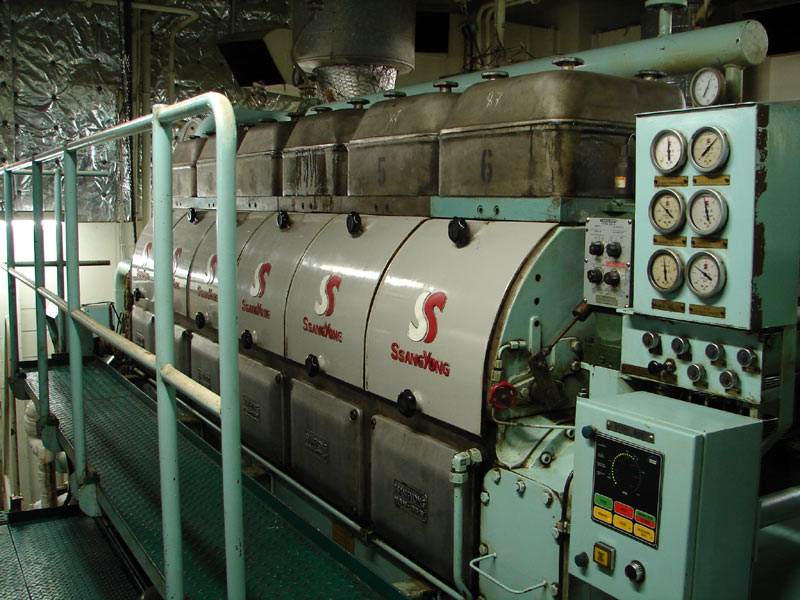
Ein Schiffsdieselmotor (1150 kW, 2006)

Ein Motorschiff ist ein Schiff, das von einem Verbrennungsmotor – meist einem Dieselmotor – angetrieben wird. Die Abkürzung MS für Motorschiff oder MV für englisch motor vessel, teilweise auch M/S oder M/V geschrieben, wird oft dem Schiffsnamen vorangestellt, ist aber nicht Teil desselben.

## Einsatz

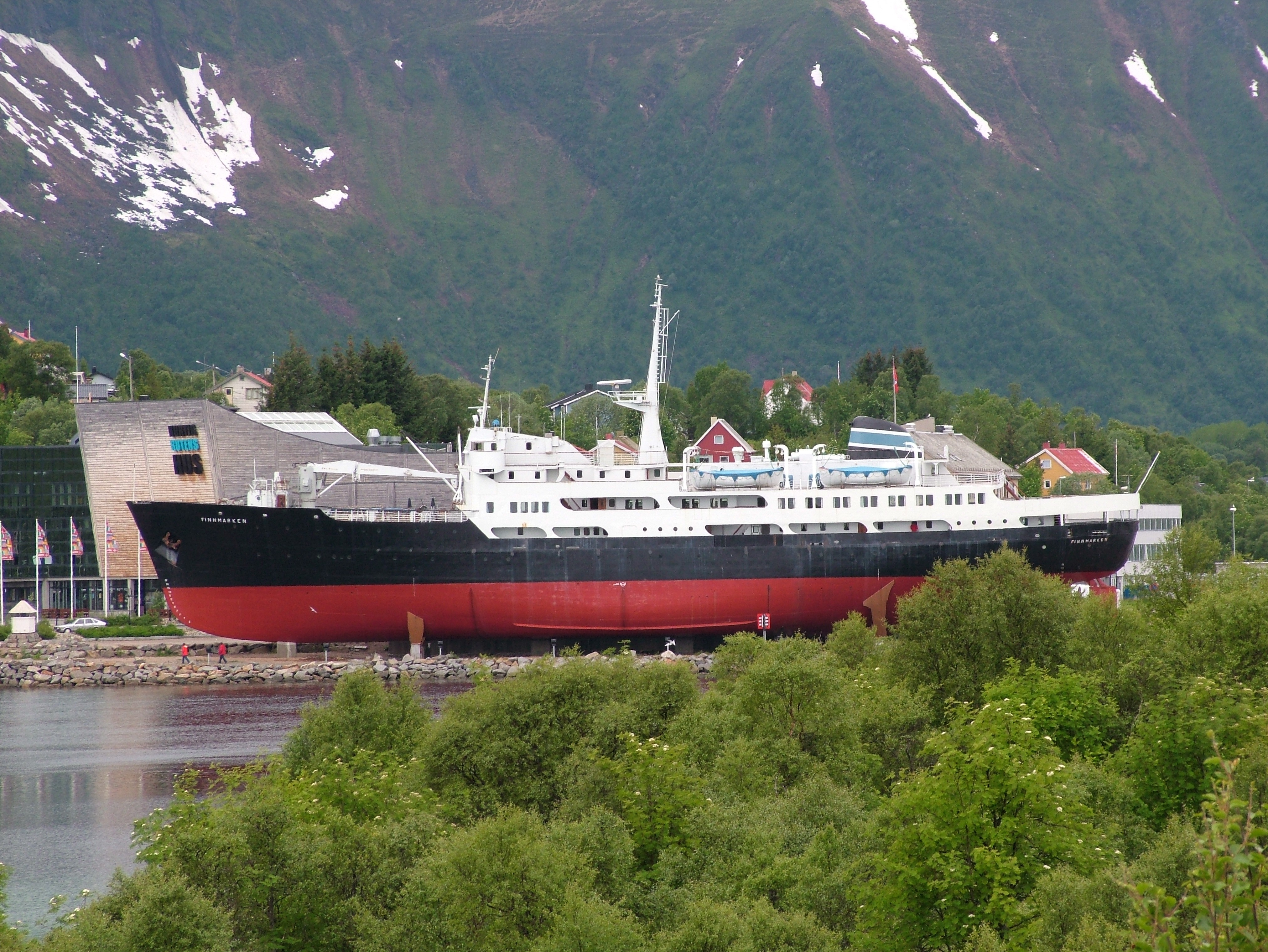
Ein klassisches, hochseetaugliches Passagiermotorschiff

Um 1980 waren große Zweitaktmotoren die wichtigsten Antriebsmotoren für die Seeschifffahrt; heute sind es Viertaktmotoren. Zweitaktmotoren mit hoher Leistung werden überwiegend in große, schnelle Containerschiffe als Einzel- und auch Doppelanlagen mit einer Motor- und Propellerdrehzahl von 95–105/min eingebaut. Die mittelschnelllaufenden Viertaktmotoren (350–450/min) teilen sich, mit ganz wenigen Ausnahmen, den Rest. Diese Viertaktmotoren mit bis über 13.000 kW Leistung sind zum Beispiel in der Queen Elizabeth 2 eingebaut. Bei kleineren Schiffen werden bevorzugt Viertaktmotoren verwendet, da sie nicht so hoch sind wie die langsam laufenden Kreuzkopf-Zweitaktmotoren. Zweitaktmotoren sind meist Langsamläufer mit 94–120/min. Viertaktmotoren sind Mittelschnellläufer mit Umdrehungen von 350–450/min oder Schnellläufer mit Umdrehungen von 2.000 bis zu 2.300/min. Zweitaktmotoren (mit Bauhöhen teilweise von weit über 10 Metern und bis zu 2.500 Tonnen Gesamtgewicht) werden meist als Einzelmaschinen eingebaut; Viertaktmotoren als Einzel-, Doppel-, Dreifach-, Vierfach- und Mehrfachanlagen.

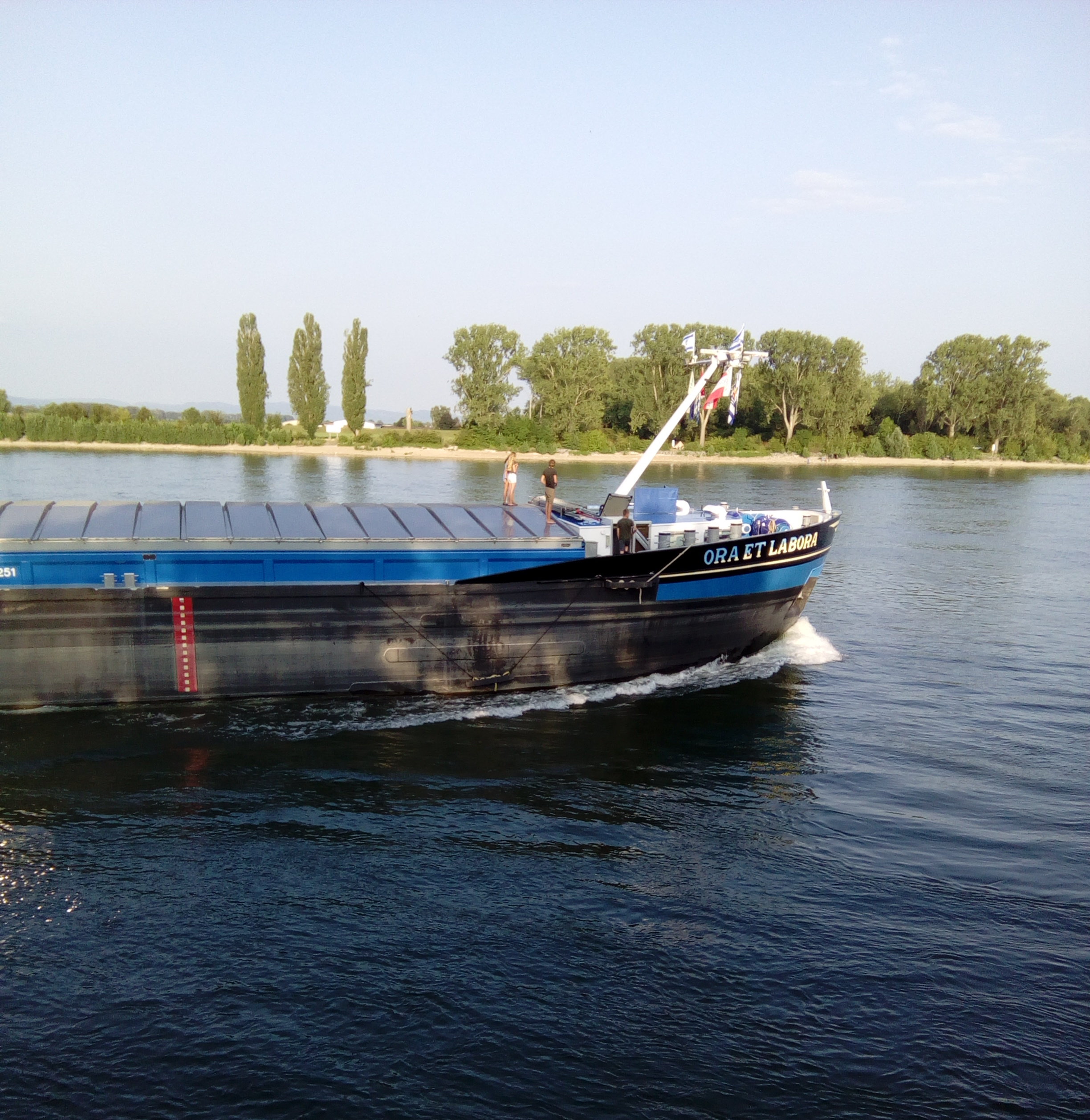
Bug eines motorbetriebenen niederländischen Lastkahns auf dem Rhein

Als Kraftstoff verwendet man in der Seeschifffahrt seit ungefähr 1970 Schweröl. Es hat eine Dichte von bis zu 0,99 g/cm³. Um dieses Öl pumpen zu können, muss es auf mindestens 60 °C vorgewärmt werden. Zum Einspritzen in den Motor wird das Schweröl auf 130 bis 140 °C vorgewärmt. In der Binnenschifffahrt wird hingegen ausschließlich Gasöl verwendet. Größere Schiffsdieselmotoren werden mit hochkomprimierter Luft (10–35 bar) angelassen. Schwerölbetriebene Großdieselmotoren benötigen daher mehrere Hilfsaggregate und -systeme wie Dieselgeneratoren, Ölkesselanlage zur Erzeugung von Dampf zur Heizung der Schweröltanks, diverse Kühlwasser- und Schmierölpumpen, Kraftstoffzubringerpumpen, Luftkompressoren und Druckluftbehälter.
Zum Umsteuern (für Vorwärts- oder Rückwärtsfahrt des Schiffes) wird entweder am Motor selbst pneumatisch oder hydraulisch die Nockenwelle verschoben, oder der Motor behält seine Drehrichtung bei und wirkt auf ein Wendegetriebe. Eine dritte Variante ist das hydraulische oder mechanische Verstellen der Propellerflügel.
Moderne Passagierschiffe haben heute oft einen dieselelektrischen Antrieb: Dieselgeneratoren erzeugen Strom und ein oder mehrere Elektromotoren treiben den/die Propeller.

## Geschichte

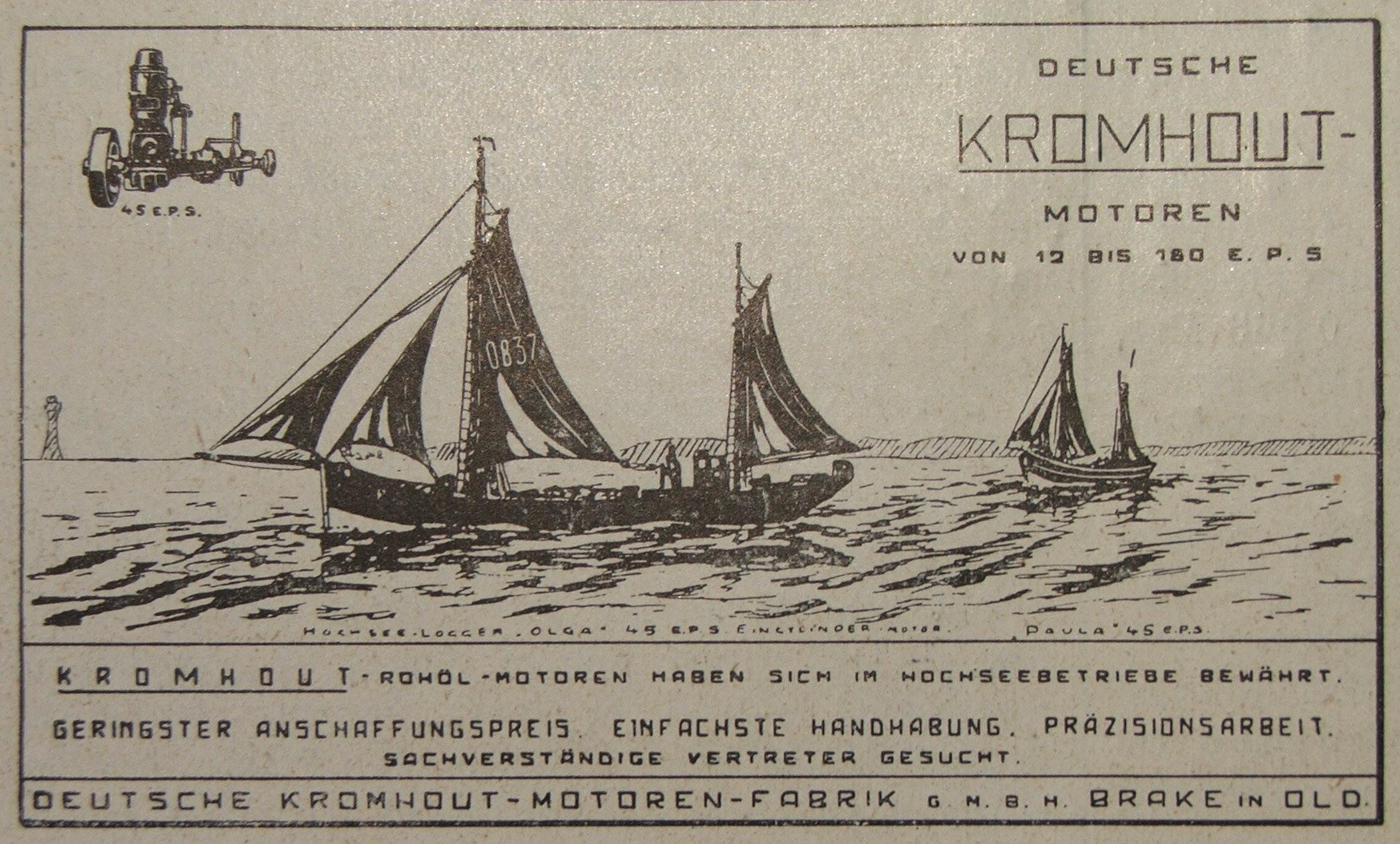
Eine Werbeanzeige der Deutsche Kromhout von 1913. Sie stellte überwiegend Motoren zum nachträglichen Einbau in Küstensegler her.

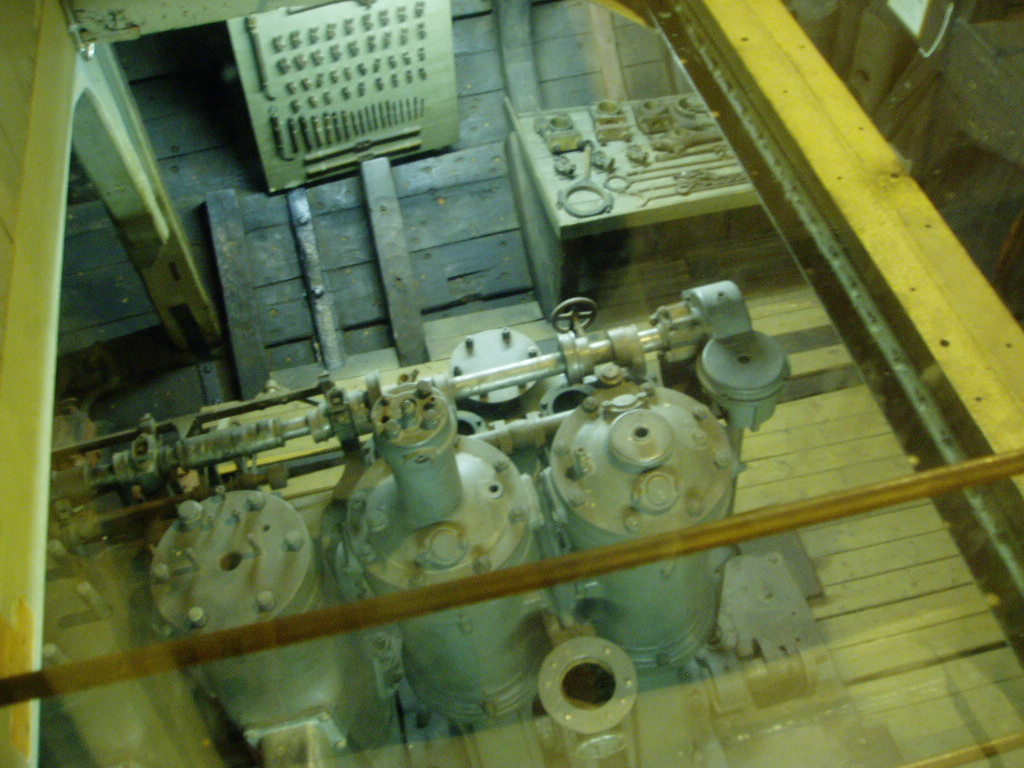
Motor der Fram

### Entwicklung
Bereits kurz nach seiner Erfindung wurde der Dieselmotor für Boote eingesetzt, bald darauf für Binnenschiffe. 1907 war das kleine Küstenmotorschiff Brioni eines der ersten seegängigen Schiffe mit Dieselmotor, der von der Grazer Waggonfabrik gelieferte Motor leistete 160 PS. 1910 ließ Roald Amundsen für seine Südpolexpedition das 1892 gebaute Forschungsschiff Fram mit einem Dieselmotor ausrüsten. Die dänische Reederei Det Østasiatiske Kompagni (East Asiatic Company) ließ 1912 bei der Werft Burmeister & Wain in Kopenhagen das erste hochseetaugliche Motorschiff, das Fracht- und Passagierschiff Selandia, bauen. Die 4964 Bruttoregistertonnen vermessene Selandia war 117 Meter lang, 16 Meter breit und hatte einen Tiefgang von 9 Meter. Mit zwei umsteuerbaren Viertakt-Dieselmotoren der Firma Burmeister & Wain mit je 920 kW Leistung (1250 PS) erreichte das Zweischrauben-Schiff eine Geschwindigkeit von 12 Knoten (22,2 km/h). Auf ihrer Jungfernreise legte sie 22.000 Seemeilen (40.000 km) zurück.
Durch die Entwicklung der Dampfturbinen in Turbinenschiffen dominierte der Dampfantrieb noch bis zum Ende des Zweiten Weltkriegs die Seefahrt. Auch in größeren Kriegsschiffen gab es bis dahin keine Dieselmotoren; die einzige Ausnahme hierbei waren die drei Panzerschiffe der Deutschland-Klasse.
Ab den 1950er Jahren dominierten im Schiffsneubau die Motorschiffe, da sie einen höheren Wirkungsgrad, geringeren Platzverbrauch und niedrigeren Materialaufwand hatten. Lediglich bei sehr hohen Leistungsanforderungen wurden bis in die 1970er Jahre noch Turbinenschiffe gebaut. Anfang des 21. Jahrhunderts sind 97 % aller großen Schiffe Motorschiffe. Die größten Schiffsdieselmotoren leisten mehr als 110.000 PS (81 MW) in der Ausführung mit 14 Zylindern. Die größten Motoren stammen in der 14-Zylinder-Version von MAN B&W (14 K 98 MC-C) und von Wärtsilä (14 RT-flex 96C). 

### Zeittafel

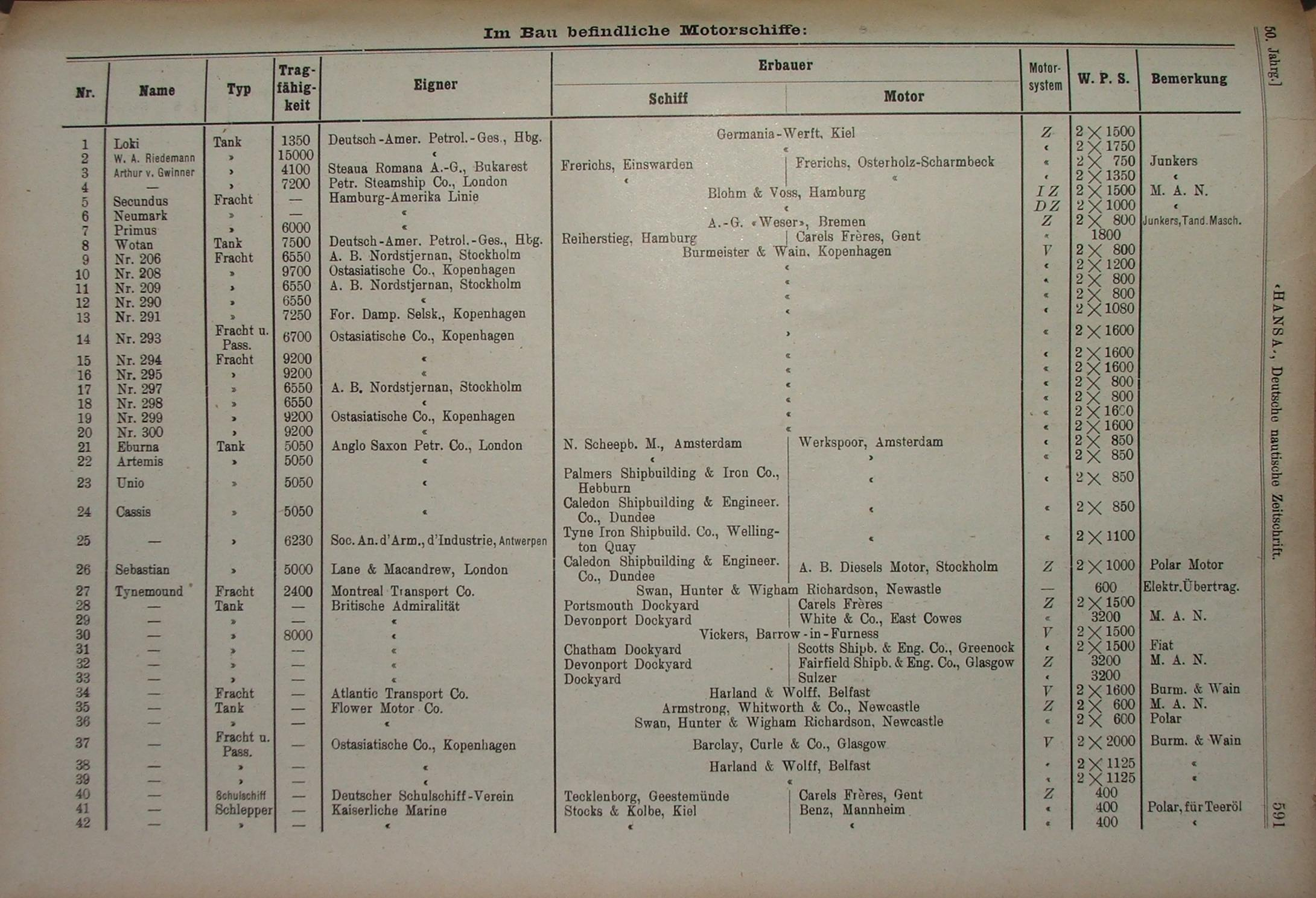
Tabelle über im Bau befindliche Motorschiffe 1913

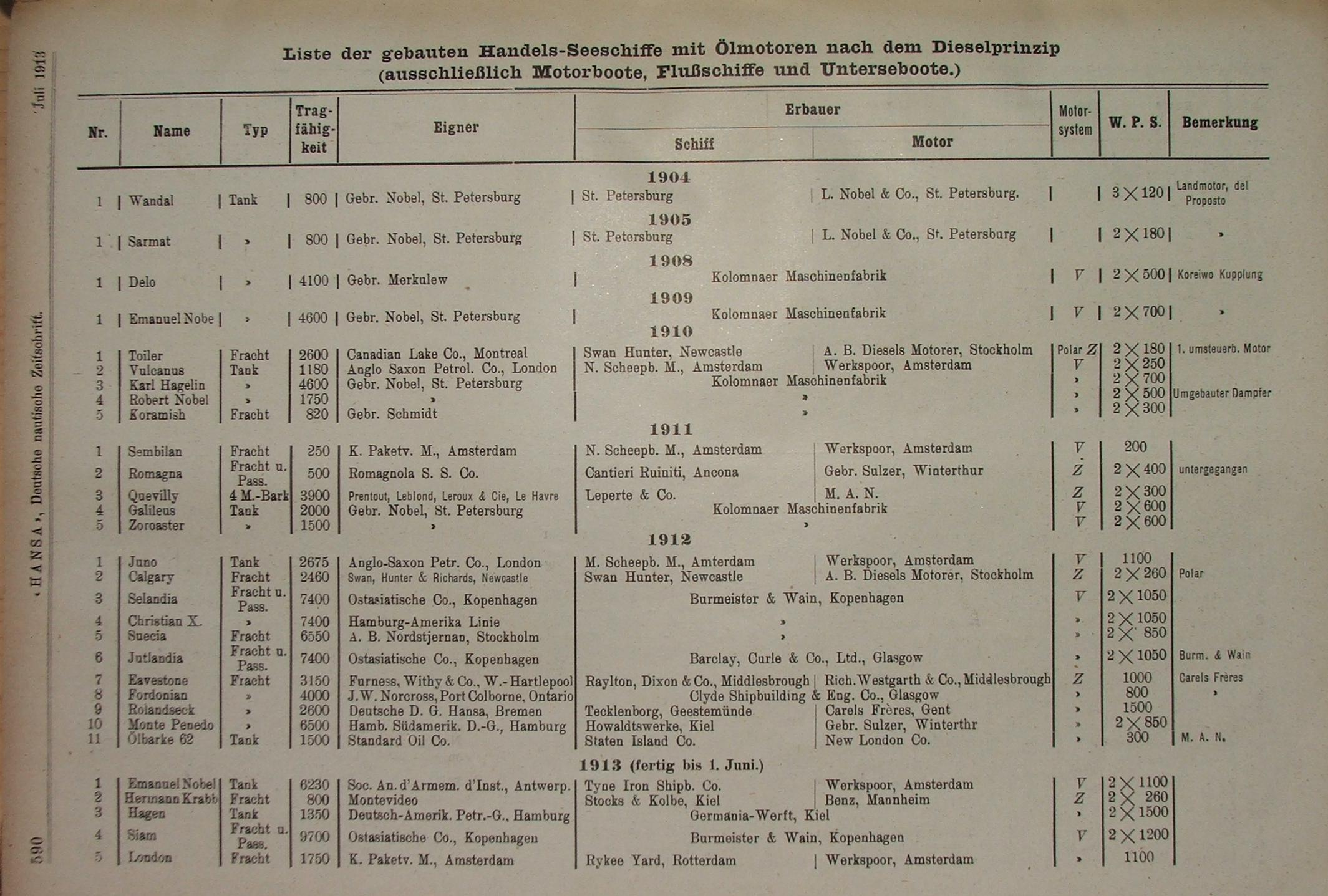
Tabelle über bis Juni 1913 gebaute Motorschiffe

- 1903: Binnentanker Vandal auf der Wolga, Eigner Maschinenfabrik Ludvig Nobel, Länge 70 Meter, zugleich erstes dieselelektrisches Schiff der Welt.
- 1903: Petit Pierre (Canal de la Marne au Rhin, Frankreich). Zweizylinder-Gegenkolben mit 25 PS (18,4 kW). Bei der Jungfernfahrt war Rudolf Diesel an Bord.
- 1904: Uto als erstes experimentelles Motorschiff auf dem Zürichsee. Durch Umbau aus dem Schraubendampfer Schwalbe hervorgegangen.
- 1904: Dieselgetriebenes Versuchs-U-Boot Z der französischen Marine.
- 1907: Küstenmotorschiff Brioni mit Dieselmotor zwischen Pola und Brioni (damals Österreich-Ungarn)
- 1911: Die Toiler war das erste in Großbritannien gebaute Dieselmotorschiff.
- 1912: Selandia, erstes großes seegängiges Motorschiff der Welt (Burmeister & Wain, Viertakt-Dieselmotor mit je 800 kW).

## Umwelteigenschaften
Motorschiffe gelten als ökologisches Transportmittel; sie implizieren einige systembedingte Vor- und Nachteile. Sie haben einen relativ hohen Wirkungsgrad und verbrauchen (bezogen auf die Transportleistung) im Vergleich mit Landverkehrsmitteln (Eisenbahn, Lastkraftwagen) sowie insbesondere im Vergleich mit Flugzeugen erheblich weniger Energie.
Schiffsdieselmotoren können mit Dieselkraftstoff, Marinedieselöl, Schweröl („HFO“) oder seit einiger Zeit auch mit Flüssigerdgas betrieben werden.
Vor allem das relativ billige Bunker-C-Öl (Schweröl) hat einen hohen Schwefelgehalt (nach IMO bis zu 4,5 %); bei seiner Verbrennung entstehen große Mengen Schwefeloxide, Ruß und Stickoxide. Die Mineralölindustrie nutzt die Seeschifffahrt auch als Entsorgungsmöglichkeit für besonders schwefelhaltige Brennstoffe, die an Land aus technologischen und politischen Gründen nicht verwendbar sind. Bei Havarien (zum Beispiel Kollisionen, Untergängen) von Motorschiffen kann Treibstoff ins Meer auslaufen (Ölpest).
Mit neuen Konstruktionen (Common-Rail-Diesel und Wassereinspritzung in den Brennraum) wird zurzeit versucht, Emissionen zu verringern. Verbreitet ist bereits die Katalysator-Technik mit Selektiver katalytischer Reduktion (SCR, selective catalytic reduction), die aus dem Kraftwerksbau stammt. Bei ihr wird der Stickoxidgehalt der Abgase durch Einspritzen von Harnstofflösung katalytisch verringert. 
Einige Hafenstädte versuchen über abgasbezogene Hafengebühren die Verbreitung sauberer Antriebe für Motorschiffe zu fördern. 